# Wolfgang Schmieder

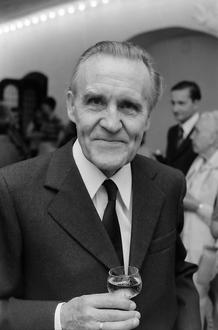
Wolfgang Schmieder

Wolfgang Schmieder (Bromberg, 29 de mayo de 1901; Friburgo de Brisgovia, noviembre de 1990) fue un musicólogo alemán, creador del sistema BWV.
Su principal logro, publicado en 1950, fue el Bach-Werke-Verzeichnis (Catálogo de las obras de Bach), más conocido por su sigla BWV, un índice numerado de todos los trabajos del compositor alemán Johann Sebastian Bach. El sistema de numeración que usa el BWV se ha convertido de facto en un estándar universal, utilizado por los académicos y músicos de todo el mundo.
El doctor Schmieder trabajó como Consejero Especial en asuntos musicales de la ciudad y la biblioteca universitaria, en la Universidad Johann Wolfgang Goethe de Fráncfort del Meno desde abril de 1942 hasta su jubilación en 1963.
Vivió en Friburgo de Brisgovia hasta su muerte en noviembre de 1990 a la edad de 89 años.